# Birdie (Golf)
Im Golfsport wird ein Ergebnis an einem Loch umgangssprachlich Birdie genannt, wenn der Spieler einen Schlag weniger benötigt hat, als die Bahnvorgabe („Par“) vorgibt. Benötigt beispielsweise ein Spieler auf einer Bahn mit der Bahnvorgabe 5 („Par 5“) lediglich 4 Schläge, hat er einen Birdie gespielt.

## Anwendung
Die Bezeichnung Birdie gehört zum Standard-Vokabular im Golfsport, hat in den offiziellen Regeln allerdings keine Bedeutung. Ob und wie deutlich ein Spieler unter- oder oberhalb der Par-Vorgabe geblieben ist, spielt im Regelwerk zunächst keine Rolle.
Folgende Bezeichnungen haben sich für die verschiedenen möglichen Scores an einem Loch eingebürgert:
| Fachbegriff                                                       | Bedeutung                                                   |
| ----------------------------------------------------------------- | ----------------------------------------------------------- |
| Ass (engl. „Ace“), Hole-in-one                                    | Schlag, der den Ball direkt vom Abschlag ins Loch befördert |
| Condor (auch Double Albatross oder Triple Eagle genannt)          | vier Schläge unter Par                                      |
| Albatros (englisch (UK): Albatross, englisch (USA): Double Eagle) | drei Schläge unter Par                                      |
| Eagle                                                             | zwei Schläge unter Par                                      |
| Birdie                                                            | ein Schlag unter Par                                        |
| Par oder Even                                                     | genau Par                                                   |
| Bogey                                                             | ein Schlag über Par                                         |
| Double Bogey                                                      | zwei Schläge über Par                                       |
| Triple Bogey                                                      | drei Schläge über Par                                       |
| Quadruple Bogey                                                   | vier Schläge über Par                                       |

## Herkunft
„Birdie“ ist ursprünglich ein amerikanischer Slang-Begriff aus dem frühen 20. Jahrhundert und bedeutet so viel wie „hervorragend“ oder „ausgezeichnet“.
Die allererste Verwendung des Begriffs soll es bereits 1903 im Country Club von Atlantic City gegeben haben. Am Abschlag von Spielbahn zwölf, auf der die Brüder A. B. und William P. Smith mit ihrem Spielpartner George A. Crump einen außergewöhnlich guten Schlag als „bird of a shot“ bezeichnet hatten, steht heute ein Gedenkstein, der auf die Entstehung hinweist.
Die erste oder eine der ersten schriftlichen Erwähnungen des Begriffs im Zusammenhang mit dem Golfsport gab es 1911 in der September-Ausgabe des US-amerikanischen Maclean-Magazins, wo in einem Beitrag ein gerader Schlag über 215 Yards als „Bird“ (dt.: Vogel) bezeichnet worden war.

## Trivia
Unter einigen Golfern besteht der Brauch, nach einem Birdie eines Golfers des Flights einen Schluck hochprozentigen Alkohol wie Whisky, Grappa, Kirschwasser etc. zu sich zu nehmen. Der erfolgreiche Golfer spendiert den Schluck aus einem Flachmann, welchen er im Golfbag mit sich führt. Führt er keine Spirituosen mit sich, kann er sich im Restaurant, oft „Loch 19“ genannt, erkenntlich zeigen.